# Spišské Bystré
Spišské Bystré (in ungherese Hernádfalu, in tedesco Kuhbach) è un comune della Slovacchia facente parte del distretto di Poprad, nella regione di Prešov.
Il villaggio fu menzionato per la prima volta nel 1294.